# Joseph De Blieck
Pour les articles homonymes, voir Blieck.
Joseph Clément Marie De Blieck, né le 13 septembre 1866 à Lebbeke et décédé le 11 mai 1927 à Alost fut un homme politique libéral belge.
De Blieck fut brasseur. Il fut élu conseiller communal d'Alost et sénateur de l'arrondissement d'Audenarde-Alost. Il fut questeur du Sénat.

## Sources
- Liberaal Archief